# 邢民友
邢 民友（ヒョン・ミヌ、Hyung Min Woo、형민우、1973年 - ）は大韓民国の漫画家。
1973年生まれ。1993年に読み切り『치씨부임기』（韓国漫画雑誌）でチャンプ新人マンガ大賞・優秀賞を受賞し韓国にてデビュー。
作品に『熱血柔道王戦』、『太王北伐記』、『PRIEST」、『武神戦争』などがある。
1999年に大韓民国漫画文化大賞出版部門新人賞を受賞した。
2011年には、『PRIEST』を原作としたハリウッド映画『プリースト』が公開。

## 日本で発売された作品
- PRIEST　エンターブレインよりビームコミックスとして発売。全6巻。